# G.S. Pathak
G.S. Pathak (fullst. Gopal Swarup Pathak), född 26 februari 1896, död 4 oktober 1982, var en indisk domare och politiker. Han satt domare i överrätten i Allahabad (Allahabad High Court), var ledamot av Rajya Sabha, Indiens justitieminister, guvernör i dåvarande delstaten Mysore, universitetsrektor vid flera lärosäten, samt slutligen landets vicepresident 1969 - 1974.